# Ischnochiton macleani
Ischnochiton macleani är en blötdjursart som beskrevs av Ferreira 1978. Ischnochiton macleani ingår i släktet Ischnochiton och familjen Ischnochitonidae. Inga underarter finns listade i Catalogue of Life.